# イスマイル・アルファールキー
イスマーイール・ラージー・アル＝ファールーキー（アラビア語: إسماعيل راجي الفاروقي、1921年1月1日 - 1986年5月27日）は、イスラム学と異宗教対話で有名なパレスチナ系アメリカ人の哲学者である。
テンプル大学では宗教の教授として、イスラム学プログラムを創設し、国際イスラム思想研究所（IIIT）も設立した。アル＝ファールーキーは生涯で100以上の論文と25冊の本を執筆した。その中には『Christian Ethics』や『Al-Tawhid』がある。

## 略歴

### 生い立ちと教育
アル＝ファールーキーは、パレスチナのヤッファで生まれた。彼の父親はカーディーであった。彼は家や地元のモスクで初期の宗教教育を受け、1936年にCollège des Frères de Jaffaに入学した。
1942年、彼はエルサレムでイギリス委任統治政府の職員になった。1945年にはガリラヤの地区長に就任。1948年の戦争の後、彼はレバノンのベイルートに移り、ベイルート・アメリカン大学で学んだ。その後、アメリカのインディアナ大学で哲学の修士号を取得した。
彼はさらに学び、ハーバード大学で哲学の修士号を、インディアナ大学で博士号を取得した。彼の研究は、価値が絶対的であることを論じた。

### 学術的なキャリア
1958年、アル＝ファールーキーはマギル大学の神学部に招かれた。彼はマギル大学で教えながら、イスラム思想に関する独創的なアプローチで知られるようになった。彼は後に、パキスタンのカラチにあるイスラム研究中央研究所で客員教授として働いた。
1964年、アル＝ファールーキーはアメリカに戻り、シカゴ大学とシラキュース大学で教鞭をとった。1968年にはテンプル大学の教授となり、イスラム学プログラムを創設した。彼は多くの学生を指導し、その中にはジョン・エスポジトもいた。

### 哲学と思想
アル＝ファールーキーは、アラブ主義とイスラム主義に関心を持っていた。彼は、アラブの言語と文化がムスリムのアイデンティティにとって重要だと考えた。また、タウヒード（一神教）の概念を強調した。
彼は後に、イスラム主義に焦点を移した。彼の研究は、ムスリムの文化と知識を統合することを目指したものだった。彼はまた、異宗教対話を通じて異なる宗教の理解を深めることを目指した。

### 学問的業績
1980年、アル＝ファールーキーは国際イスラム思想研究所（IIIT）を共同設立した。彼はまた、アメリカ宗教アカデミーのイスラム学グループを設立し、10年間その議長を務めた。また、ムハンマド・ジアウル・ハック（パキスタン）やマハティール・ビン・モハマド（マレーシア）などの指導者に助言し、イスラム大学の設立に貢献した。

### 死去
1986年5月、アル＝ファールーキーと彼の妻は、ペンシルベニア州ウィンコートの自宅でジョセフ・ルイス・ヤング（別名ユスフ・アリ）に殺害された。ヤングは犯行を自白し死刑判決を受け、1996年に自然死した。この襲撃では娘のアンマー・アル＝ゼインも重傷を負ったが、彼女は大規模な治療を受けて生還した。この殺人の動機については、強盗未遂や政治的動機の暗殺など、さまざまな説が提唱されている。

## 関連文献
- Quraishi, M. Tariq (1986). Ismail al-Faruqi: An Enduring Legacy. Plainfield, IN: Muslim Students Association of the U.S.A. and Canada. OCLC 63933715
- Shafiq, Muhammad (1994). Growth of Islamic Thought in North America: Focus on Isma'il Raji al Faruqi. Brentwood, MD: Amana Publications. ISBN 9780915957163. OCLC 30154345
- Siddiqui, Ataullah (1997). Christian-Muslim Dialogue in the Twentieth Century. Houndmills, Basingstoke, Hampshire and London: Macmillan Press Ltd. ISBN 0333673581
- Zebiri, Kate (1997). Muslims and Christians Face to Face. Oxford: Oneworld Publications. ISBN 1851681337. OCLC 37537981
- Yusuf, Imtiyaz (2012). Islam and Knowledge: Al Faruqi's Concept of Religion in Islamic Thought. London: I. B. Tauris. ISBN 9780857731265. OCLC 851315602
- --------, Yusuf, Imtiyaz (Spring–Summer 2014). “Ismail al-Faruqi's Contribution to the Academic Study of Religion”. Islamic Studies (Islamic Research Institute, International Islamic University, Islamabad) 53 (1/2):  99–115. JSTOR 44627369."Ismail al-Faruqi's Contribution to the Academic Study of Religion". Islamic Studies. 53 (1/2). Islamic Research Institute, International Islamic University, Islamabad: 99–115. JSTOR 44627369.
- Fletcher, Charles (2014). Muslim-Christian Engagement in the Twentieth Century: The Principles of Inter-faith Dialogue and the Work of Ismail Al-Faruqi. London, UK: I.B. Tauris. ISBN 9780857738288. OCLC 1030941522
- Rafiabadi, Hamid Naseem (2023). Life and Work of Prof. Ismail Raji Al-Faruqi. New Delhi, India: Institute of Objective Studies. ISBN 9789391659387. OCLC 1378474036